# Philanthaxia chalcogenoides
Philanthaxia chalcogenoides es una especie de insecto coleóptero de la familia Buprestidae.
P. chalcogenoides macho mide 10,0 mm.

## Distribución geográfica
Es endémico de Borneo (Malasia).